# Relazione di Poisson
La relazione di Poisson è un operatore lineare che mette in relazione la derivata di un vettore rispetto a sistemi di riferimento in moto rotatorio relativo.

## Teorema
Sia u un generico vettore, e siano dati due sistemi di riferimento, di cui uno fisso e l'altro in rotazione rispetto al primo. Allora, tra le derivate del vettore nei due sistemi di riferimento esiste la seguente relazione:
{\displaystyle \left({\frac {{\mbox{d}}\mathbf {u} }{{\mbox{d}}t}}\right)_{1}=\left({\frac {{\mbox{d}}\mathbf {u} }{{\mbox{d}}t}}\right)_{2}+{\boldsymbol {\omega }}\times \mathbf {u} }
dove il termine con indice 1 rappresenta la derivata calcolata nel sistema fisso, mentre il termine con indice 2 la derivata calcolata nel sistema rotante. La grandezza ω rappresenta in questo caso la rapidità con cui varia l'angolo tra i due sistemi di riferimento, ovvero la velocità angolare relativa.

### Dimostrazione
Sia dato un vettore u nello spazio, e sia Aθ la matrice di rotazione. Allora esiste una base dello spazio nella quale la matrice può essere espressa come:
{\displaystyle A_{\theta }=\left({\begin{matrix}\cos \theta &\sin \theta &0\\-\sin \theta &\cos \theta &0\\0&0&1\end{matrix}}\right)}
Tale matrice trasforma le coordinate del sistema fisso in quelle del sistema rotante. Inoltre, l'argomento θ che compare nell'espressione della matrice è una funzione della variabile t.
Un vettore può dunque essere espresso come combinazione lineare degli elementi delle due basi:
{\displaystyle {\mathbf {u} }=u_{x}{\mathbf {i} }+u_{y}{\mathbf {j} }+u_{z}{\mathbf {k} }}
{\displaystyle {\mathbf {u} }=u'_{x}{\mathbf {i'} }+u'_{y}{\mathbf {j'} }+u'_{z}{\mathbf {k'} }}
con i versori accentati rappresentanti la base del sistema rotante. Derivando la prima forma si ottiene:
{\displaystyle {\frac {{\mbox{d}}\mathbf {u} }{{\mbox{d}}t}}={\frac {{\mbox{d}}u_{x}}{{\mbox{d}}t}}\mathbf {i} +{\frac {{\mbox{d}}u_{y}}{{\mbox{d}}t}}\mathbf {j} +{\frac {{\mbox{d}}u_{z}}{{\mbox{d}}t}}\mathbf {k} =:\left({\frac {{\mbox{d}}\mathbf {u} }{{\mbox{d}}t}}\right)_{1}}
che esprime la derivata del vettore u nel sistema fisso.
Ora i versori del sistema rotante possono essere determinati servendosi della matrice di rotazione:
{\displaystyle \left({\begin{matrix}\mathbf {i} ^{\prime }\\\mathbf {j} ^{\prime }\\\mathbf {k} ^{\prime }\end{matrix}}\right)=\left({\begin{matrix}\cos \theta &\sin \theta &0\\-\sin \theta &\cos \theta &0\\0&0&1\end{matrix}}\right)\left({\begin{matrix}\mathbf {i} \\\mathbf {j} \\\mathbf {k} \end{matrix}}\right)\qquad \Rightarrow \qquad {\begin{cases}\mathbf {i} ^{\prime }=\mathbf {i} \cos \theta +\mathbf {j} \sin \theta \\\mathbf {j} ^{\prime }=-\mathbf {i} \sin \theta +\mathbf {j} \cos \theta \\\mathbf {k} ^{\prime }=\mathbf {k} \end{cases}}}
Derivando ora la seconda forma di u si ha:
{\displaystyle {\frac {{\mbox{d}}\mathbf {u} }{{\mbox{d}}t}}={\frac {{\mbox{d}}u_{x}^{\prime }}{{\mbox{d}}t}}\mathbf {i} ^{\prime }+{\frac {{\mbox{d}}u_{y}^{\prime }}{{\mbox{d}}t}}\mathbf {j} ^{\prime }+{\frac {{\mbox{d}}u_{z}^{\prime }}{{\mbox{d}}t}}\mathbf {k} ^{\prime }+u_{x}^{\prime }{\frac {{\mbox{d}}\mathbf {i} ^{\prime }}{{\mbox{d}}t}}+u_{y}^{\prime }{\frac {{\mbox{d}}\mathbf {j} ^{\prime }}{{\mbox{d}}t}}+u_{z}^{\prime }{\frac {{\mbox{d}}\mathbf {k} ^{\prime }}{{\mbox{d}}t}}}
I primi tre termini sono, per definizione, la derivata del vettore u calcolata nel sistema rotante; i rimanenti tre termini possono essere riscritti come:
{\displaystyle {\dot {\theta }}(u_{x}^{\prime }\mathbf {j} ^{\prime }-u_{y}^{\prime }\mathbf {i} ^{\prime })}
Tuttavia, si riconosce che, detto {\displaystyle {\dot {\theta }}=\omega }, tale espressione è impropriamente il determinante della matrice:
{\displaystyle {\begin{vmatrix}\mathbf {i} ^{\prime }&\mathbf {j} ^{\prime }&\mathbf {k} ^{\prime }\\0&0&{\dot {\theta }}\\u_{x}^{\prime }&u_{y}^{\prime }&u_{z}^{\prime }\end{vmatrix}}={\boldsymbol {\omega }}\times \mathbf {u} }
In definitiva, uguagliando le due espressioni si ottiene la tesi:
{\displaystyle \left({\frac {{\mbox{d}}\mathbf {u} }{{\mbox{d}}t}}\right)_{1}=\left({\frac {{\mbox{d}}\mathbf {u} }{{\mbox{d}}t}}\right)_{2}+{\boldsymbol {\omega }}\times \mathbf {u} }
La linearità della relazione discende evidentemente dalla linearità dell'operatore di derivata.

## Applicazioni

### Al corpo rigido
Si consideri più generalmente un sistema di riferimento con assi ortonormali secondo convenzione levogira S' solidale con un corpo rigido, e in moto rispetto ad un sistema dotato di medesima base ortonormale, ma fisso.
Sia allora A la matrice le cui colonne sono composte dai vettori della base di S' misurati in S. Allora, per la derivata di tale matrice vale la seguente relazione:
{\displaystyle {\dot {A}}=AB}
dove B è una matrice antisimmetrica.
Poiché A è ortogonale, essa soddisfa la proprietà
{\displaystyle A^{T}A=\operatorname {Id} }
Derivando tale espressione si ottiene
{\displaystyle {\dot {A}}^{T}A+A^{T}{\dot {A}}=0}
e, detta B la matrice 
{\displaystyle B=A^{T}{\dot {A}}}
si verifica che B = -BT, dunque B è antisimmetrica. Moltiplicando tale matrice per A si ricava
{\displaystyle AB=AA^{T}{\dot {A}}\quad \Rightarrow {\dot {A}}=AB}
Sarà allora:
{\displaystyle \operatorname {D} {\begin{pmatrix}\mathbf {i} '&\mathbf {j} '&\mathbf {k} '\end{pmatrix}}={\begin{pmatrix}\mathbf {i} '&\mathbf {j} '&\mathbf {k} '\end{pmatrix}}{\begin{pmatrix}0&-\alpha &\beta \\\alpha &0&-\gamma \\-\beta &\gamma &0\end{pmatrix}}}
Ora, come già visto in precedenza, la derivata di un versore è direttamente proporzionale alla rapidità con cui esso varia la sua direzione, e quindi alla sua velocità angolare lungo la direzione degli altri versori. Ne consegue che i coefficienti della matrice antisimmetrica saranno delle velocità angolari. Sia allora ω il vettore
{\displaystyle {\boldsymbol {\omega }}={\begin{pmatrix}\omega _{1}\\\omega _{2}\\\omega _{3}\end{pmatrix}}}
Dal calcolo di ω × i' si ha:
{\displaystyle {\boldsymbol {\omega }}\times \mathbf {i} '={\begin{vmatrix}\mathbf {i} '&\mathbf {j} '&\mathbf {k} '\\\omega _{1}&\omega _{2}&\omega _{3}\\1&0&0\end{vmatrix}}={\begin{pmatrix}0\\\omega _{3}\\-\omega _{2}\end{pmatrix}}}
mentre dal calcolo di ω × j' discende che:
{\displaystyle {\boldsymbol {\omega }}\times \mathbf {j} '={\begin{vmatrix}\mathbf {i} '&\mathbf {j} '&\mathbf {k} '\\\omega _{1}&\omega _{2}&\omega _{3}\\0&1&0\end{vmatrix}}={\begin{pmatrix}-\omega _{3}\\0\\\omega _{1}\end{pmatrix}}}
Da ciò si conclude che α = ω3, β = ω2 e γ = ω1.
La relazione di Poisson diventa allora
{\displaystyle \operatorname {D} {\begin{pmatrix}\mathbf {i} '&\mathbf {j} '&\mathbf {k} '\end{pmatrix}}={\begin{pmatrix}\mathbf {i} '&\mathbf {j} '&\mathbf {k} '\end{pmatrix}}{\begin{pmatrix}0&-\omega _{3}&\omega _{2}\\\omega _{3}&0&-\omega _{1}\\-\omega _{2}&\omega _{1}&0\end{pmatrix}}={\begin{pmatrix}{\boldsymbol {\omega }}\times \mathbf {i} '&{\boldsymbol {\omega }}\times \mathbf {j} '&{\boldsymbol {\omega }}\times \mathbf {k} '\end{pmatrix}}}
Per descrivere la posizione di un corpo rigido solidale al sistema S' rispetto al sistema S si considerano i vettori posizione di un generico punto P del corpo rigido
{\displaystyle \mathbf {r} _{P}=\mathbf {r} _{OO'}+\mathbf {r'} _{P}}
Derivando, e applicando la relazione di Poisson appena ricavata, si determina
{\displaystyle \mathbf {v} _{P}=\mathbf {v} _{OO'}+\mathbf {v'} _{P}+{\boldsymbol {\omega }}\times \mathbf {r'} _{P}}